# Montignoso
Montignoso är en ort och kommun i provinsen Massa-Carrara i regionen Toscana i Italien. Kommunen hade 10 298 invånare (2018).